# Plecia plagiata
Plecia plagiata är en tvåvingeart som beskrevs av Christian Rudolph Wilhelm Wiedemann 1824. Plecia plagiata ingår i släktet Plecia och familjen hårmyggor. Inga underarter finns listade i Catalogue of Life.